# Croton heterocalyx
Espèce
Croton heterocalyx est une espèce de plantes à fleurs du genre Croton et de la famille des Euphorbiaceae, présente au Brésil (Bahia).
Il a pour synonyme :
- Croton umbrinus, Müll.Arg., 1865
- Oxydectes heterocalyx, (Baill.) Kuntze